# Mörkö socken
Mörkö socken i Södermanland ingick i Hölebo härad, ingår sedan 1971 i Södertälje kommun och motsvarar från 2016 Mörkö distrikt.
Socknens areal är 56,52 kvadratkilometer, varav 56,33 land (huvudön 51) År 2000 fanns här 500 invånare. Hörningsholms slott, småorten Söräng samt sockenkyrkan Mörkö kyrka ligger i socknen.  

## Administrativ historik
Mörkö socken har medeltida ursprung. 1968 överfördes till Grödinge socken södra delen av Näslandet.
Vid kommunreformen 1862 övergick socknens ansvar för de kyrkliga frågorna till Mörkö församling och för de borgerliga frågorna till Mörkö landskommun. Landskommunen inkorporerades 1952 i Hölö landskommun som 1971 uppgick i Södertälje kommun samtidigt som länstillhörigheten ändrades till Stockholms län. Församlingen uppgick 2010 i Hölö-Mörkö församling.
1 januari 2016 inrättades distriktet Mörkö, med samma omfattning som församlingen hade 1999/2000.  
Socknen har tillhört län, fögderier, tingslag och domsagor enligt vad som beskrivs i artikeln Hölebo härad. De indelta båtsmännen tillhörde Andra Södermanlands båtsmanskompani.

## Geografi
Mörkö socken ligger väster om Himmerfjärden i farleden mot Södertälje och omfattar dels huvuddelen av huvudön Mörkö, dels flera mindre öar, däribland Oaxen, Fifång och Eriksö. Socknen är i norr och på småöarna kuperad och skogrik för att i södra delen av huvudön vara uppodlad slättbygd.
Ön domineras av fritidsboende, främst från Södertälje och Nyköping. Det bedrivs även omfattande jordbruk. Mörkö är mestadels platt, och är förbunden med fastlandet med Mörköbron, invid Kasholmen. På den östra sidan av ön reser sig en 40 meter hög kalkbergsrygg. Trafikverket Färjerederiet bedriver båttrafik med bilfärja på den så kallade Skanssundsleden mellan Hörningsnäs, på Mörkös allra nordligaste del, samt Skanssundet i de sydvästligaste delarna av Storstockholm. Bilfärja förbinder Mörkö med den mindre ön Oaxen.
På norra delen av huvudön ligger Nässkansen från 1600-talet.

## Fornlämningar
Från järnåldern finns flera gravfält. Sju fornborgar och fyra runristningar är kända.

## Namnet
Namnet (1291 Myrky) innehåller förleden myrk, 'mörk'.

## Galleri

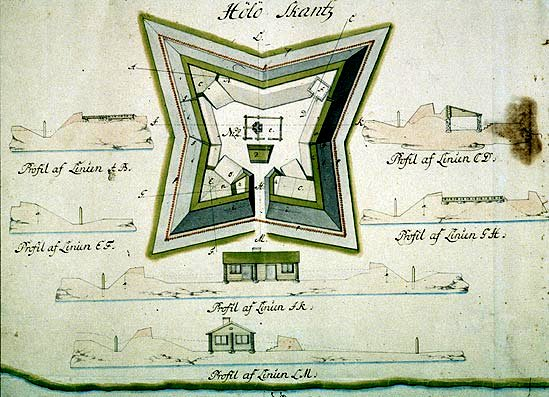
Hölö skans
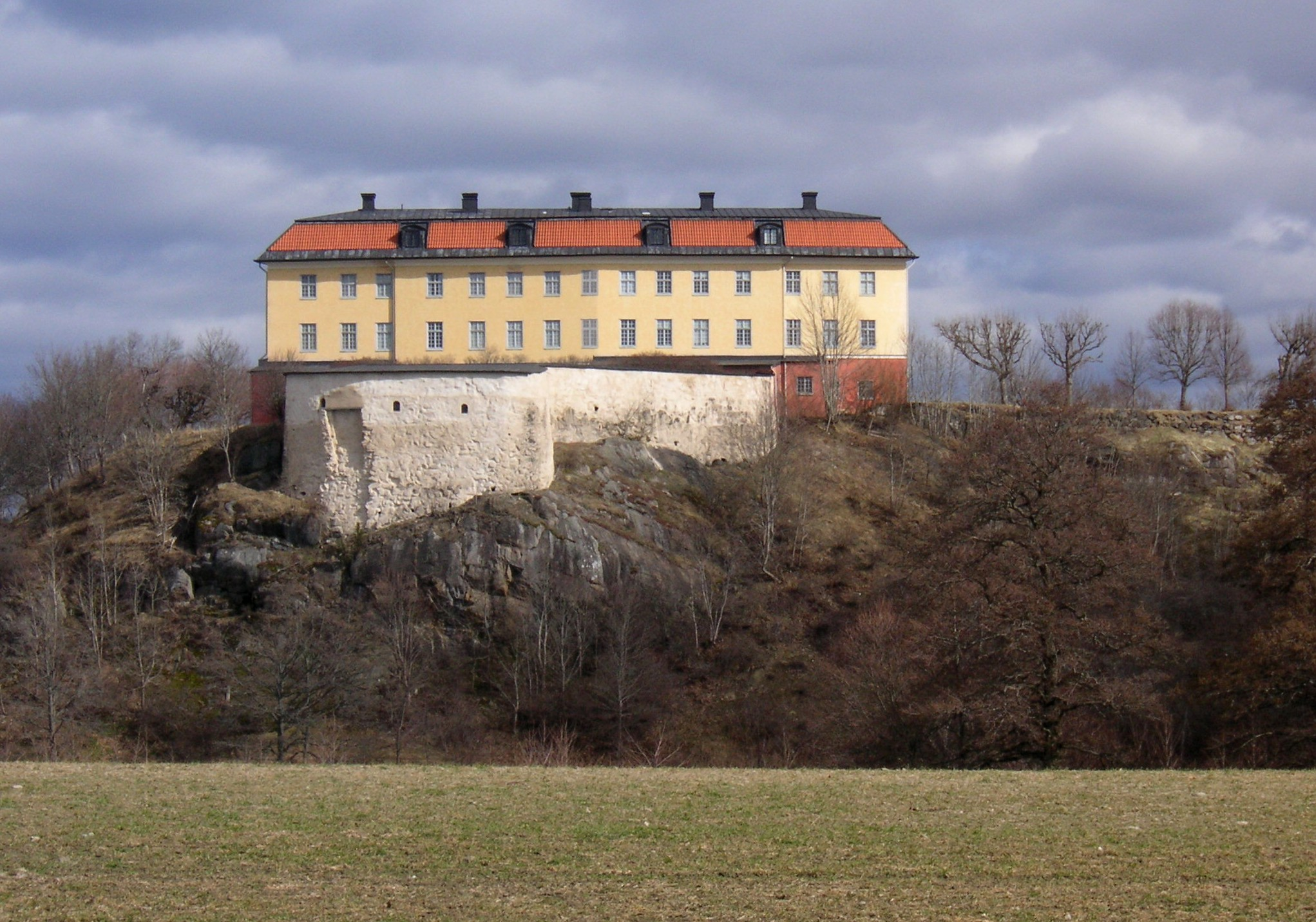
Hörningsholms slott
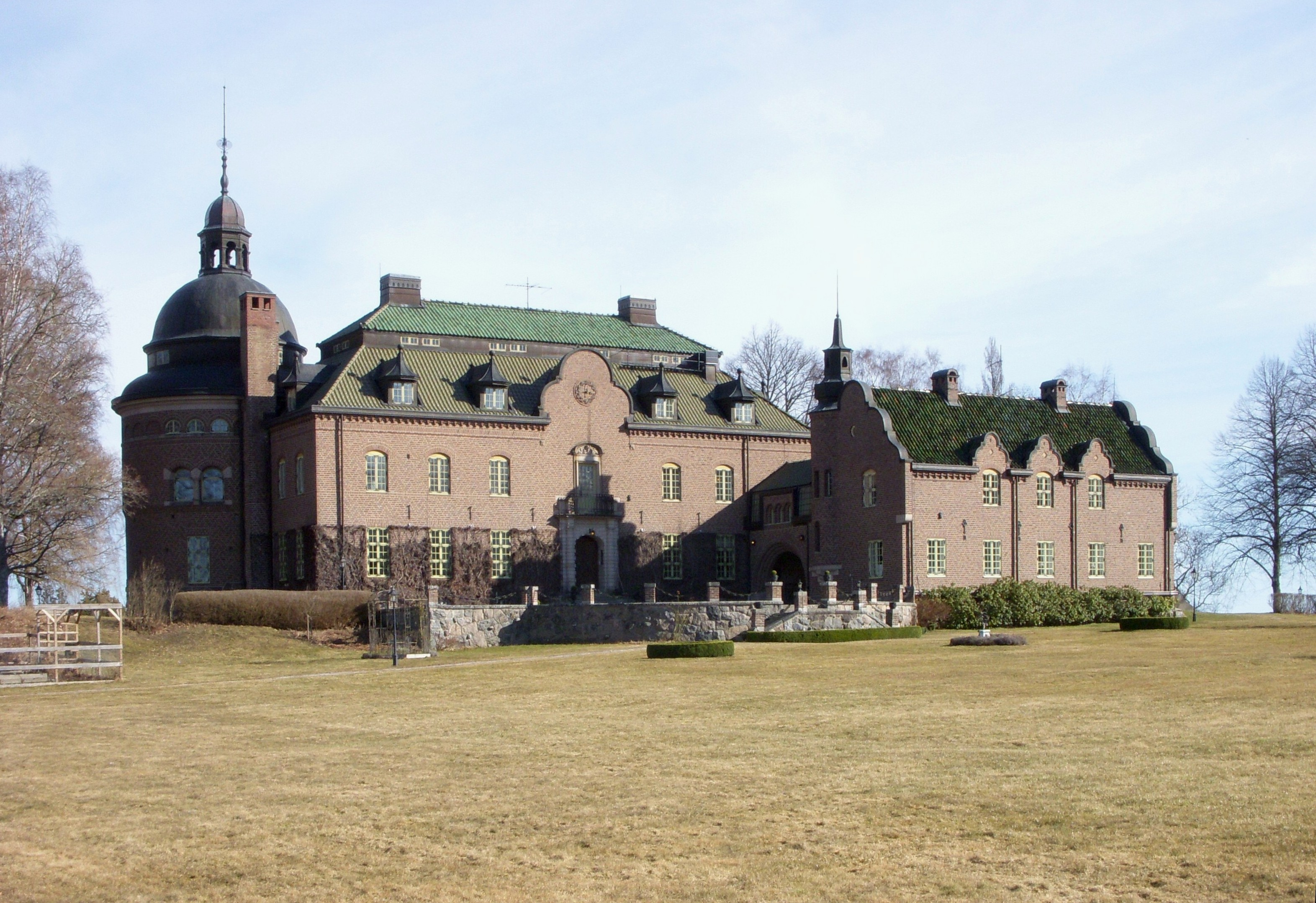
Engsholms slott
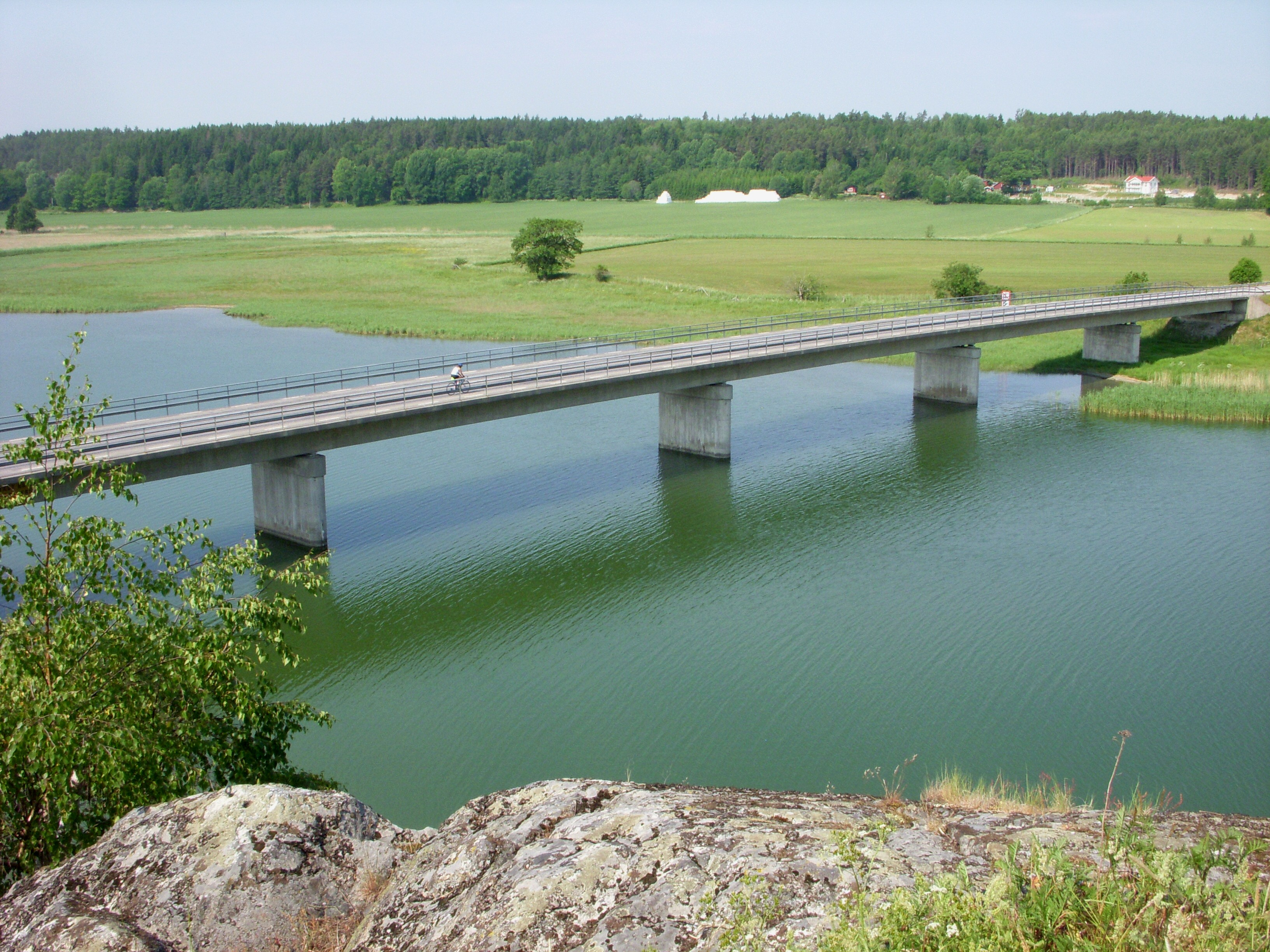
Pålsundet, Södertälje
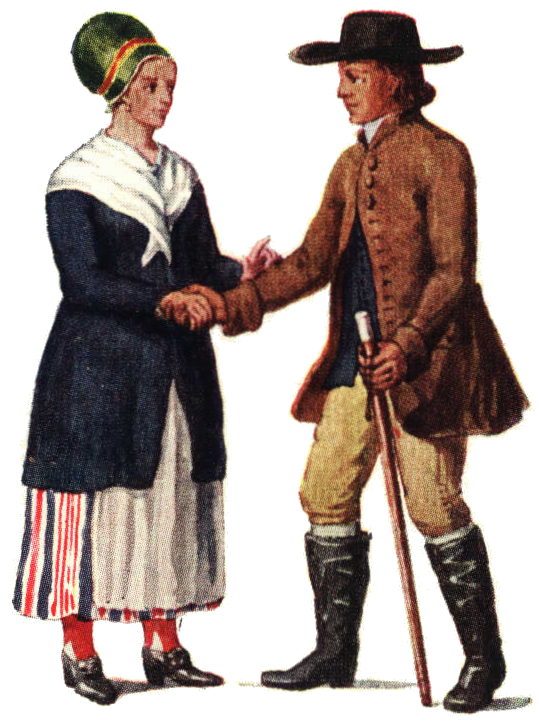
Mörködräkten